# Plumpy’nut
Plumpy’nut (Plumpy) ist eine energiereiche Paste aus Erdnussbutter zur Behandlung von moderater Unterernährung.
Die Bezeichnung setzt sich aus den englischen Wörtern plump (dick) und peanut (Erdnuss) zusammen. Plumpy’nut wird von der Weltgesundheitsorganisation (WHO) als „therapeutische Fertignahrung“ (englisch Ready to Use Therapeutic Food, RUTF) eingestuft. Sie wird zusammen mit ähnlichen Produkten wie Plumpy'doz, Plumpy'sup, eeZeePaste RUTF oder BP-100 Paste RUTF als therapeutisches Sondernahrungsmittel im Rahmen der humanitären Hilfe eingesetzt.
Eine zweimonatige Versorgung eines Kindes kostete 2010 ca. 60 US$.

## Zusammensetzung und Verwendung

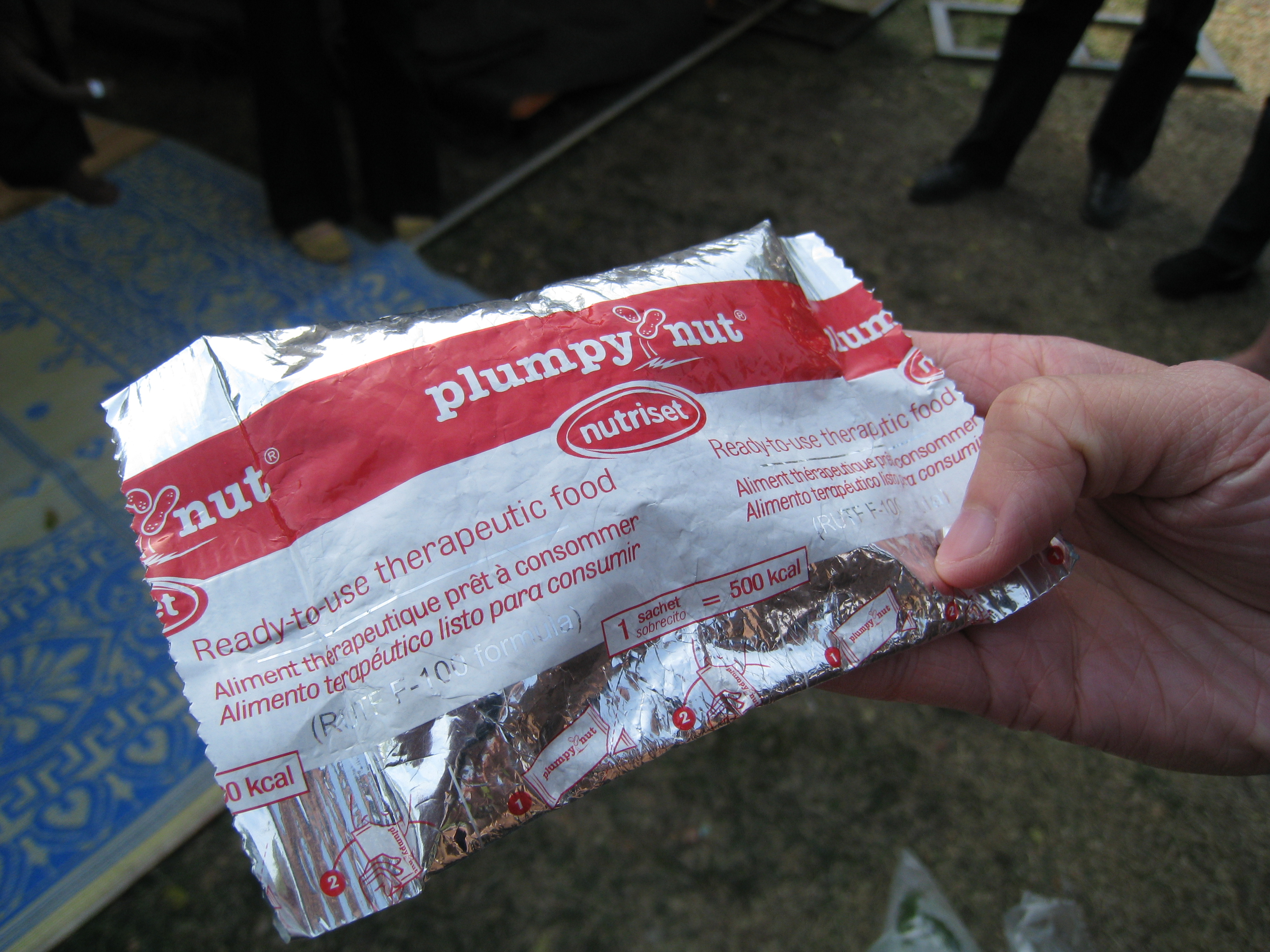
Eine Packung Plumpy’nut

Die Paste besteht aus Erdnussbutter, Milchpulver, Öl und Zucker. Außerdem sind lebenswichtige Vitamine und Mineralien zugesetzt. Der Geschmack ist mit einer süßen Erdnussbutter vergleichbar. Der physiologische Brennwert einer Packung mit einem Gewicht von 92 Gramm beträgt ca. 2.100 kJ (= 500 Kilokalorien). Als Vorteil gegenüber anderer Aufbaunahrung hat sich erwiesen, dass Plumpy’nut auf Öl und nicht auf Wasser basiert. Damit ist es essbar, ohne dass (eventuell verunreinigtes) Wasser zugegeben werden muss und ist auch nach dem Auspacken vergleichsweise gut gegen den Einfluss von lebensmittelverderbenden Mikroorganismen geschützt. Die Haltbarkeitsdauer im verpackten Zustand beträgt rund zwei Jahre.
Da Plumpy’nut direkt verzehrt werden kann, müssen die Patienten für die Behandlung der Unterernährung nicht stationär aufgenommen werden. Kinder können es ohne Hilfe selbst verzehren oder einfach von ihren Eltern versorgt werden, wodurch Pflegepersonal entlastet wird. Aufgrund der weichen Konsistenz kann Plumpy’nut auch von Kindern mit noch nicht vollentwickeltem Gebiss gegessen werden. Zusätzlich ist die günstige Logistik hinsichtlich Gewicht und Verpackungsgröße bei der Verteilung von Vorteil. Aus den genannten Gründen ist die Erdnusspaste zu einem Standardprodukt für Einsätze von Hilfsorganisationen geworden.

## Verbreitung

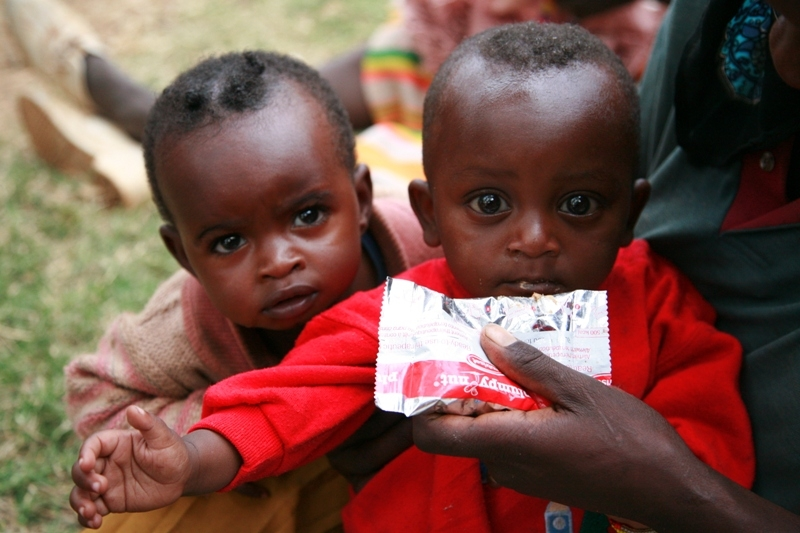
Kinder mit Plumpy’nut

Plumpy’nut ist ein eingetragenes Warenzeichen der Firma Nutriset. 2004 machte das Unternehmen zwölf Millionen Euro Umsatz mit dem Produkt, was in etwa einer Verdoppelung seit 2001 entspricht. Aus Kostengründen sind Franchise-Firmen geplant, wobei die Lieferung der Zusätze und die Qualitätskontrolle von Nutriset übernommen wird. Produktionsstätten bestehen bereits in Niger.
Zahlreiche Hilfsorganisationen wie UNICEF oder Ärzte ohne Grenzen setzen die Erdnusspaste ein.
UNICEF wirbt mit der direkten Wirksamkeit der Behandlung für Spenden.

## Kritik
Ernährungswissenschaftler weisen darauf hin, dass eine Behandlung mit Plumpy’nut nur möglich ist, solange ein Mensch noch selbst schlucken kann, und warnen davor, Plumpy’nut als Wunderwaffe gegen Unterernährung zu betrachten. Darüber hinaus besitzen erdnussbasierte Inhaltsstoffe ein höheres allergenes Potential als andere Lebensmittelzutaten.
Jeffrey Sachs, Ökonom und Sonderberater der Millennium Development Goals, hebt hervor, dass ein Produkt wie Plumpy’nut nur gegen die Mangelernährung in Krisengebieten und bei akuten Hungersnöten hilfreich ist, nicht jedoch gegen die sehr viel gravierendere und weiterhin verbreitete chronische Unter- und Fehlernährung. Kritik wird auch an der Werbekampagne von UNICEF für Plumpy’nut geübt, die nicht die eigentlichen Ursachen von Hungersnöten und Unterernährung in den Blick nehme.
Das Produkt wurde von den französischen Wissenschaftlern Michel Lescanne und André Briend entwickelt und wird von der Firma Nutriset hergestellt und vermarktet. Kontrovers wird die patentrechtliche Handhabung beurteilt. Die Organisation Ärzte ohne Grenzen kritisierte 2009 im Rahmen ihrer Kampagne für den Zugang zu unentbehrlichen Arzneimitteln die patentrechtliche Handelsbeschränkung lebensrettender Produkte und die damit einhergehende Verletzung humanitärer Grundsätze. Das Patent aus dem Jahre 1999 ist im Jahr 2020 ausgelaufen. Für eine Versorgung mit zuverlässiger Fertignahrung stützt UNICEF sich mittlerweile auf eine Reihe von Herstellern, die vom World Food Program autorisiert sind.